# 池田夏希
池田 夏希（いけだ なつき、1987年6月24日 - ）は、日本のタレント、グラビアアイドル、女優。千葉県出身。かつてアーティストハウス・ピラミッド、セントラルに所属していたが、フリーランスを経て現在は元のアーティストハウス・ピラミッドに業務提携の形で活動している。

## 来歴
2000年、中学1年の時にファイブ☆エイトの所属によりジュニアアイドルとして芸能界デビュー。 
2008年、池田夏希と芸名を改めてアーティストハウス・ピラミッドに移籍、再デビュー。以後雑誌グラビアやバラエティ番組を中心に活動中。
2015年12月2日付のブログで、同年夏にアーティストハウス・ピラミッドを退所したこと、以降はフリーランスになっていることを明かした。
2017年4月1日付のブログで、セントラル所属となったことを報告、グラビアアイドルから卒業し、女優に転身した。
2018年12月22日付のブログで、体調不良で緊急入院したこと、退院後も実家で療養中であることを報告した。
2022年4月27日発売の『週刊現代』（講談社）に掲載の袋とじグラビアに登場し、約8年ぶりにグラビアアイドルとしての活動を再開。同年6月24日、元所属事務所のアーティストハウス・ピラミッドに同年春から業務提携の形で関わっていることを、17LIVEの自身35歳の誕生日カウントダウン配信で報告した。
2022年9月9日に、約10年ぶりとなる9th写真集『再会』（講談社）を、同年10月21日には7年ぶりとなる31stイメージDVD『久しぶりに触れて』（竹書房）をそれぞれ発売した。グラビア活動での復帰は原点回帰とファンの声を受けてのものだったという。

## 人物
- 趣味は愛犬と遊ぶ事[2]。特技は水泳[2]。
- 3歳上の姉がいる[16]。
- 桝木亜子とは高校時代からの親友である。

## 出演

### テレビ番組

#### バラエティ・情報
- 週刊プラチケ!（2008年5月7日 - 2010年3月、関西テレビ）
- アンタッチャブルのマキマキでやってみよう!!（2008年5月9日、朝日放送） - マンスリー
- ピラミッド・ガールズ #43 - 54（2008年10月2日 - 2009年9月2日、エンタ!371） - メインMC
- ラボ☆マイスター（2009年4月8日 - 9月23日、フジテレビ）
- 371!ファイト ピラミッド・ガールズ #01 - （2009年10月4日 - 、エンタ!371） ※月2回更新
- BSブランチ（2009年10月10日 - 2010年10月23日、BS-TBS） - 第8期BSブランチガール
- IMPACT（2010年4月 - 2011年3月、中部日本放送）
- P-1ゴールドラッシュ（2011年7月13日 - 、テレビ大阪） - セクシー保安官（1、2か月に1回程度）
- 女神降臨 #33 池田夏希（2011年12月25日、MONDO TV）
- オードリーの神アプリ@新世紀－UP DATE－（2013年4月3日 - 2014年3月、テレビ東京） - 女神・デメテル
- ドキッ! 丸ごと水着 女だらけの水泳大会（2014年6月7日、フジテレビONE スポーツ・バラエティ）
- 志村けんのバカ殿様（フジテレビ） - 腰元
  - 秋の大収穫祭SP!!（2014年10月28日）
  - 新春爆笑スペシャル!! （2015年1月13日）
  - エイプリルフールスペシャル!!（2015年4月1日）
- 恋するアテンダー（2022年11月17日、テレビ朝日・ABEMA）[17]
- じっくり聞いタロウ〜スター近況（秘）報告〜（2022年12月16日、テレビ東京）[18]

#### テレビドラマ
- ギャルサー（2006年、日本テレビ）
- しぇいけんBABY! －Shakespeare Syndrome－（2010年1月4日、フジテレビ）
- 外交官 黒田康作 第8話（2011年3月3日、フジテレビ）
- 闇金ウシジマくん Season2 第2話（2014年1月24日、毎日放送）

### WEB番組
- 乙アプリ@（2013年1月 - 2014年3月、ニコニコ生放送）

### 舞台
- 熱風素敵舞台Vol.6「バリューな時間」（2010年8月4日 - 8日、アイピット目白）[19]
- 漂流劇（2011年3月9日-10日、エアースタジオ）
- プレイス 特別版～海の家借りちゃいました～（2011年9月21日 - 25日、アクアスタジオ）
- 一騎当千（2012年11月3日 - 12月9日、博品館劇場） - 関羽雲長 役
- Be With ダブルフェイスシアター「灰とダイヤモンド Rouge」（2013年2月1日-3日、ワーサルシアター）
- 志村魂
  - 第9回公演 -一姫二太郎三かぼちゃ-（2014年7 - 8月、天王洲 銀河劇場、中日劇場、明治座 他）[注 1]
  - 第10回公演 -一姫二太郎三かぼちゃ-（2015年8月、中日劇場、明治座 他）
  - 第11回公演 -先づ健康-（2016年7 - 8月、明治座、中日劇場、新歌舞伎座）
  - 第12回公演 -先づ健康-（2017年7 - 8月、ハーモニーホール座間、中日劇場、福岡サンパレス、明治座、新歌舞伎座）
- 虚ろの姫と害獣の森（2014年12月3日 - 7日、新宿村LIVE）
- 志村けん笑（2016年2月、神奈川県民ホール、ニトリ文化ホール）

### 映画
- 逃走中 殺人ハンター（2011年4月、ジョリー・ロジャー (企業)）- 光子 役
- 野獣（クーガ）の城　～女子刑務所～（2017年3月26日公開、監督:奥渉）[20] - 北澤冴子 役

### オリジナルビデオ
- 野獣（クーガ）の城～女子刑務所～2（2017年5月、監督：奥渉）- 北澤冴子 役
- ギャングシティ 大阪黙示録（2018年）

### 学園祭
- 2009年11月8日 早稲田祭2009『WHK×おもしろい人が好き』11:55～ 大隈講堂前メインステージ
- 早稲田祭2009

### ランウェイ
- EXIA Presents KANSAI COLLECTION 2022 AUTUMN & WINTER（2022年8月4日、京セラドーム大阪）[21][22][動 1][動 2] - ゲストモデル ※同じ事務所所属の熊田曜子・岡田紗佳と共演。

## 作品

### DVD
1. 太陽のひとみ（2008年6月28日、晋遊舎）
2. Horizon（2008年9月20日、ラインコミュニケーションズ）
3. Morning Glory（2008年12月22日、イーネット・フロンティア）
4. sweet jewel〜スウィート*ジュエル〜（2009年2月28日、晋遊舎）
5. ちゅら恋（2009年5月23日、学習研究社）
6. 夏の色（2009年8月26日、彩文館出版）
7. Swinution（2009年11月21日、トリコ）
8. Venus -ヴィーナス-（2010年2月27日、晋遊舎）
9. Summer Dream 〜夏希の誘惑〜（2010年5月22日、トリコ）
10. 灼夏 -Syakunatu-（2010年8月20日、ラインコミュニケーションズ）
11. 夏を抱きしめて（2010年11月26日、グラッソ）
12. Hot Issue（2011年2月25日、竹書房）
13. colorful（2011年5月20日、イーネット・フロンティア）
14. Dearest（2011年8月27日、晋遊舎）
15. Luxury（2011年11月25日、グラッソ）
16. Dark Side（2012年2月24日、M.B.Dメディアブランド）
17. 衝撃（2012年5月25日、グラッソ）
18. 夏芯艶美（2012年8月31日、エスデジタル）
19. 極上美の競演（2012年11月23日、M.B.D.メディアブランド）
20. 胡蝶蘭（2013年2月28日、グラッソ）
21. 神秘誘惑（2013年5月24日、M.B.D.メディアブランド）
22. 羞花閉月（2013年8月30日、グラッソ）
23. スハダの夏希 （2013年11月29日、グラッソ）
24. ナツキパイ（2014年2月28日、グラッソ）
25. 脚線美（2014年5月30日、グラッソ）
26. 妄想遊戯（2014年8月29日、グラッソ）
27. 原点回帰（2014年11月28日、グラッソ）
28. 美脚コレクション（2015年2月27日、グラッソ）
29. 快楽の回廊 〜君と触れ逢う時〜（2015年5月22日、イーネット・フロンティア）
30. 秘蜜の花園（2015年8月28日、グラッソ）
31. 久しぶりに触れて（2022年10月21日、竹書房）[23]
32. 見つめて欲しい（2023年1月25日、スパイスビジュアル）
33. 濡れるクレイジーフルーツ（2023年6月27日、エアーコントロール）[24]
34. 昼顔（2023年10月20日、ラインコミュニケーションズ）

### デジタル写真+ムービー作品集
- SUMMER GIRL（2011年8月5日、撮影：中村功、ファンプラス・GザテレビジョンPLUS配信）

## 書籍

### 写真集
- 太陽のひとみ（2008年7月、晋遊舎　撮影：西条彰仁） ISBN 978-4883807932
- Princess Of Sunrise（2008年9月、アクアハウス　撮影：斉木弘吉） ISBN 978-4860461164
- sweet jewel（2008年12月、晋遊舎　撮影：小池伸一郎） ISBN 978-4883808939
- ちゅら恋（2009年3月、学習研究社　撮影：中山雅文） ISBN 978-4-054039889
- 夏の色（2009年6月、彩文館出版　撮影：井ノ元浩二） ISBN 978-4-775604038
- Magical Sexy Tour（2009年10月、小学館　撮影：楽滿直城） ISBN 978-4091030788
- 月刊 池田夏希（2010年6月、新潮社　撮影：笠井爾示） ISBN 978-4107902191
- 夏芯艶美（2012年7月、彩文館出版　撮影：野澤亘伸） ISBN 978-4775605219
- 再会（2022年9月、講談社　撮影：中山雅文） ISBN 978-4065297865

### デジタル写真集
- ピラミッドQUEEN 煌めきの女王（2022年10月24日、小学館　撮影：藤本和典）共演：岡田紗佳
- 目を閉じたらダメよ（2022年10月24日、小学館　撮影：藤本和典）
- いとしく、はぐくむ（2022年11月7日、集英社　撮影：三宮幹史）